# Miami bici
Miami bici è un film del 2020 diretto da Jesús Del Cerro.

## Trama
Due amici rumeni, Ion e Ilie decidono di andare a Miami, in Florida dopo aver ricevuto un lavoro ben pagato. A loro insaputa però scopriranno ben presto che sono stati reclutati in un traffico di droga.

## Distribuzione
Il film è stato distribuito a partire dal 21 febbraio 2020.